# Middleton-in-Teesdale
Middleton-in-Teesdale est une ville anglaise située dans le comté de Durham, au Royaume-Uni. En 2011, sa population était de 1 137 habitants

## Personnalités liées à la ville
- Reginald Grenville Eves (1876-1941), peintre portraitiste, y est mort.